# Hylodes mertensi
Hylodes mertensi (Bokermann, 1956) è un anfibio anuro, appartenente alla famiglia degli Ilodidi. È endemico in Brasile. I suoi habitat naturali sono foreste e fiumi umidi subtropicali o tropicali. È minacciato dalla distruzione dell'habitat.